# Bernard Deschamps (homme politique)
Pour les articles homonymes, voir Deschamps et Bernard Deschamps.
Bernard Deschamps, né le 17 février 1932 à Levallois-Perret, est un homme politique et historien local français.
Militant communiste, il a occupé plusieurs responsabilités politiques dans le Gard et sur le plan national ( Comité Central du PCF et Bureau national de l'Association nationale des Elus communistes et républicains). Après plusieurs décennies de mandats électoraux, Bernard Deschamps se consacre désormais à l'étude de l'Algérie.

## Biographie

### Famille
Il est l'époux d'Annie Mourgues, infirmière et syndicaliste CGT, disparue en 2015. Ils ont un fils, Frédéric, kinésithérapeute et cosecrétaire de la fédération du PCF du Gard depuis 2024.

### Carrière professionnelle
Il a exercé la profession d'instituteur jusqu'en 1965, puis de secrétaire particulier du maire de Nîmes de 1965 à 1971 et membre du secrétariat départemental du PCF de 1971 à 1979.

### Carrière politique
Adjoint au maire d'Aigues-Mortes de 1959 à 1965, candidat aux élections législatives de 1968 (suppléante Gilberte Roca, ancienne députée) , puis en 1973 dans la 2e circonscription du Gard avec comme suppléante Simone Mouyren, il est devancé au premier tour et contribue à faire élire Jean Bastide qui bat Jean Poudevigne au second tour. Il est élu député de la circonscription aux élections législatives de 1978 (son remplaçant étant Michel Roux).
En 1981, il est devancé au premier tour par Georges Benedetti, en faveur duquel, il se désiste. Il fait ensuite partie des candidats proposés par le PCF pour entrer au gouvernement.
Candidat tête de liste aux élections législatives de 1986 de la liste PCF, qui recueille 51 284 voix, soit 17,38 %, il est élu député du Gard de 1986 à 1988. Adrienne Horvath, députée sortante, en seconde position, n'est pas réélue.
Aux élections législatives de 1993, il est à nouveau candidat dans la 2e circonscription du Gard, avec comme suppléant René Dupont, mais est battu par Jean-Marie André.

### Retraite
Durant les années 2000 il se consacre à l'étude de l'Algérie et des relations de ce pays avec le département du Gard. Il participe à de nombreux évènements liés à l'Histoire du pays. En 2006, il intervient à un colloque organisé par l’École normale supérieure de Lyon avec pour thème « Pour une histoire critique et citoyenne ». Bernard Deschamps a occupé la présidence de l'association France-El Djazaïr de sa fondation en 2005 jusqu'en 2010. 
En octobre 2014, il reproche à Raymond Aparicio, président départemental de la Fédération nationale des anciens combattants en Algérie, Maroc et Tunisie (FNACA), à laquelle il appartient, des propos cordiaux envers le maire (FN) de Beaucaire et menace de quitter l'association. Aparicio lui propose alors de se présenter, contre lui, à la présidence lors du congrès suivant.
En 2017, il prend une part active à la campagne menée par le PCF pour la candidature de Jean-Luc Mélenchon à l'élection présidentielle. Aux élections législatives qui suivent, il condamne la position La France insoumise de refuser des accords avec le PCF. Il préside le comité de soutien à la candidature de Léa Comushian dans la troisième circonscription du Gard (Gard Rhodanien) et soutient les candidatures communistes dans le département.

## Mandats
- Conseiller général du Canton de Beaucaire (1982-2001)
- Député de la Deuxième circonscription du Gard (1978-1981 et 1986-1988)

## Ouvrages
- Les Gardois contre la guerre d'Algérie (ill. Étienne Écuvillon), Le Temps des cerises, 2003 (réimprimé à compte d'auteur en 2011).
- Le Fichier Z : essai d'histoire du FLN algérien dans le Gard (1954-1962) (préf. Raymond Huard), Le Temps des cerises, 2004 (réimprimé à compte d'auteur en 2011); réédité par El Ibriz, Alger, 2018, préface de Ali Haroune.).
- Chroniques algériennes (2006-2016), El Ibriz editeur, Alger, 2016.
- El Djazaïr : rencontres algériennes, chez l'auteur, 2018.
- Révolution : l'Algérie, Abdelaziz Bouteflika, le Hirak, chez l'auteur, 2020  (ISBN 978-2-9540458-6-3).
- Chroniques algériennes (2020-2024) (préf. Jacques Fath), Nîmes, chez l'auteur, 2024.